# Flygvapnets centrala skolor
Flygvapnets centrala skolor (FCS) var en truppslagsskola för markförbanden inom svenska flygvapnet som verkade åren 1942–1961. Förbandsledningen var förlagd i Västerås garnison i Västerås.

## Historik
Skolan bildades 1942 och lokaliserades till Västerås där man till en början var samlokaliserade i Viksäng tillsammans med Västmanlands flygflottilj (F 1). År 1944 omlokaliserades flottiljen till det färdigställda flottiljområdet i Hässlö, skolan stannade dock kvar på området. Genom försvarsbeslutet 1948 fastslogs att de praktiska och teoretiska utbildningsperioderna för trupputbildare, signalister och hjälptekniker skulle förläggas till flygvapnets centrala skolor. Inför försvarsbeslutet 1958 föreslog regeringen för riksdagen att två flygflottiljer skulle avvecklas, Svea flygflottilj (F 8) och Hallands flygflottilj (F 14). Bakgrunden var att skapa ett ekonomiskt utrymme för modernisering av de kvarvarande delarna av Flygvapnet, bland annat genom införandet av flygplanen Saab 32 Lansen och Saab 35 Draken. I december 1958 antog riksdagen propositionen, vilken gällande Hallands flygflottilj bara beslutade att flygflottiljen skulle avvecklas som tidigast budgetåret 1961/1962. Inför 1959 års riksdag föreslog regeringen, efter förslag från chefen för flygvapnet, att Hälsinge flygflottilj (F 15) skulle överta rollen som attackflygflottilj. Som ersättning till Halmstad föreslog chefen för flygvapnet att de ingående skolorna i Flygvapnets centrala skolor (FCS) skulle förläggas till Halmstad. I Halmstad skulle skolorna samlas från den 1 oktober 1961 inom Hallands flygkår, som ett nytt markskoleförband, för att möta de ökade kraven på bas- och underhållstjänst. Bakgrunden var att de lokaler som Flygvapnets centrala skolor verkade vid i Väsrerås, var överlag är i behov av genomgripande renoveringar, att befintliga utbildningsanordningar var otillräckliga, sa,t att stridsskjutningsområde saknas samt att utbyggnad av skjutbanor ansågs nödvändig. Medan i Halmstad efterlämnade Hallands flygflottilj relativt moderna lokaler samt med en god tillgång till övnings- och skjutplatser. År 1960 påbörjades omlokaliseringen och 1962 var den helt slutförd, det vill säga en tid efter att skolan avvecklats. Folke Ripa som var den sista skolchefen vid Flygvapnets centrala skolor, blev även den nya och första chefen för det nya markskoleförbandet, Hallands flygkår.

## Verksamhet
Flygvapnets centrala skolor var organiserad med en gemensam stab, underofficersskola, signalskola och en teknisk skola. Den till tjänsteställningen främste skolchefen var tillika chef för de centrala skolorna. Vid skolorna bedrevs underofficers- och mästarutbildning. Vidare var även vissa underbefälsskolor även som specialkurser för olika personalkategorier förlagd till Flygvapnets centrala skolor.

## Ingående enheter
| Beteckning | Namn                              | Aktiv     | Anmärkning                                                       |
| ---------- | --------------------------------- | --------- | ---------------------------------------------------------------- |
| FUS        | Flygvapnets underofficersskola    | 1942–1949 | Skolan omorganiserad 1949 till Flygvapnets trupputbildningsskola |
| FSS        | Flygvapnets signalskola           | 1942–1962 | Överförd 1962 till Hallands flygkår                              |
| FTS        | Flygvapnets tekniska skola        | 1942–1961 | Överförd 1961 till Hallands flygkår                              |
| FTUS       | Flygvapnets trupputbildningsskola | 1949–1960 | Överförd 1960 till Hallands flygkår                              |

### Flygvapnets signalskola
Flygvapnets signalskola (FSS) bildades 1942. År 1962 överfördes skolan till Halmstad. I samband med att Hallands flygkår avvecklades 1972 och Flygvapnets Halmstadsskolor bildades, kom skolan att omorganiserades skolan till Flygvapnets sambands- och stabstjänstskola. År 1995 sammanslogs den med Flygvapnets markteletekniska skola (FMTS) och bildade Informationsteknologiskolan (ITS).

### Flygvapnets tekniska skola
Flygvapnets tekniska skola (FTS) bildades 1942. År 1962 omlokaliserades den som sista skola till Halmstad. I samband med att Hallands flygkår avvecklades 1972, överfördes skolan till det nya skolförbandet Flygvapnets Halmstadsskolor. År 1998 överfördes skolan till Försvarsmaktens Halmstadsskolor.

### Flygvapnets trupputbildningsskola
Flygvapnets trupputbildningsskola (FTUS) bildades 1942 som Flygvapnets underofficersskola. Skolan utbildade underofficerare inom alla kategorier. År 1949 (ett troligt datum 1 juli) omorganiserades skolan till Flygvapnets trupputbildningsskola. Den 1 oktober 1960 överfördes den som första skola till Halmstad. Flytten av skolan gjordes redan ett år innan flottiljen skulle omorganiseras till flygkår och markskoleförband. I Halmstad omorganiserades skolan och fick det nya namnet Flygvapnets markstridsskola (FMS). I samband med att Svea flygkår (F 8) avvecklades överfördes Flygvapnets bastjänstskola (FBS) till Halmstad och där sammanslogs den med Flygvapnets markstridsskola och bildade den nya skolan, Bastjänst- och markstridsskolan (BMS), vilken senare blev Flygvapnets basbefälskola (BBS).

## Förläggningar och övningsplatser
Den 1 oktober 1906 flyttade Västmanlands regemente in i ett nyuppfört kasernetablissement i stadsdelen Viksäng i Västerås. Kasernerna uppfördes efter 1901 års härordnings byggnadsprogram efter Fortifikationens typritningar för infanterietablissement. Efter att regementet avvecklades, övertogs kasernerna av Västmanlands flygflottilj som nyttjade dem fram till 1944. Den 1 juli 1944 övertogs kasernerna av Flygvapnets centrala skolor. 
I A-kasernen var Flygvapnets trupputbildningsskola förlagd, B-kasernen var Flygvapnets tekniska skola förlagd och i C-kasernen var Flygvapnets signalskola förlagd. 
Hösten 1961 avvecklades Flygvapnets centrala skolor, i juli 1961 såldes hela kasernetablissementet till Västerås kommun. Åren 1962–1967 kom stora delar av området att rivas, bland annat C-kasernen, för att ge plats åt ett nytt bostadsområde. Kvar av de ursprungliga kasernetablissementet blev kanslihuset med två flankerande kaserner, en officersmäss samt det gamla regementssjukhuset. År 1994 revs regementssjukhuset.

## Heraldik och traditioner
Skolans heraldiska vapen hade blasoneringen "På blå duk en vingad tvåbladig propeller under en kunglig krona, allt i guld. I övre inre hörnet tre öppna kronor omslutna av ett kugghjul, allt i guld". Efter att skolan avvecklades, överlämnades fanan den 1 oktober 1961 till Hallands flygkår.

## Förbandschefer
- 1942–1948: Carl Bergström
- 1948–1957: Gunnar Lindberg
- 1957–1961: Folke Ripa

## Namn, beteckning och förläggningsort
| Flygvapnets centrala skolor | 1942-??-?? | – | 1961-09-30 |

| FCS | 1942-??-?? | – | 1961-09-30 |

| Västerås garnison (F) | 1944-07-01 | – | 1961-09-30 |

## Galleri

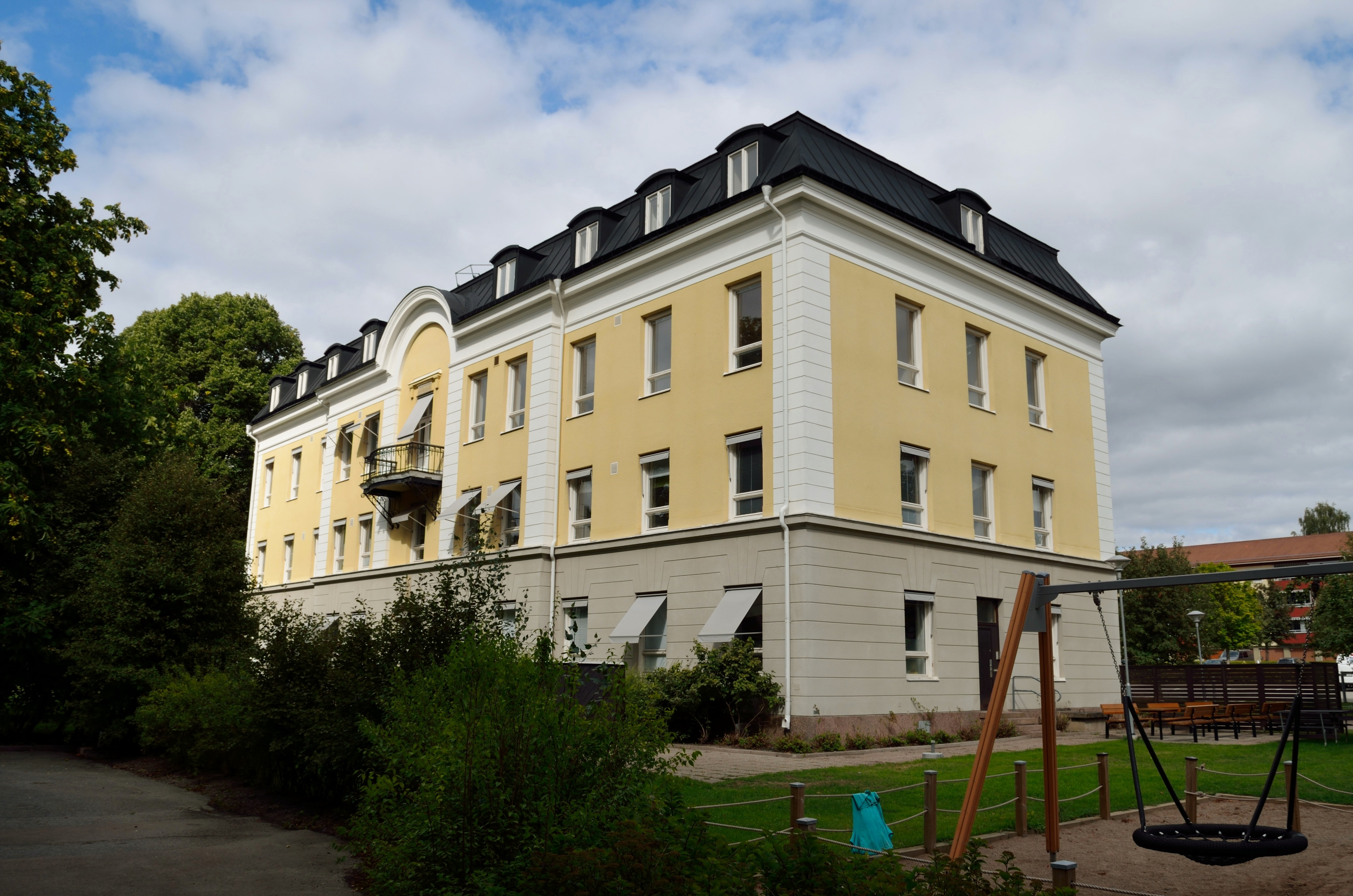
Kanslihuset vid Viksäng.
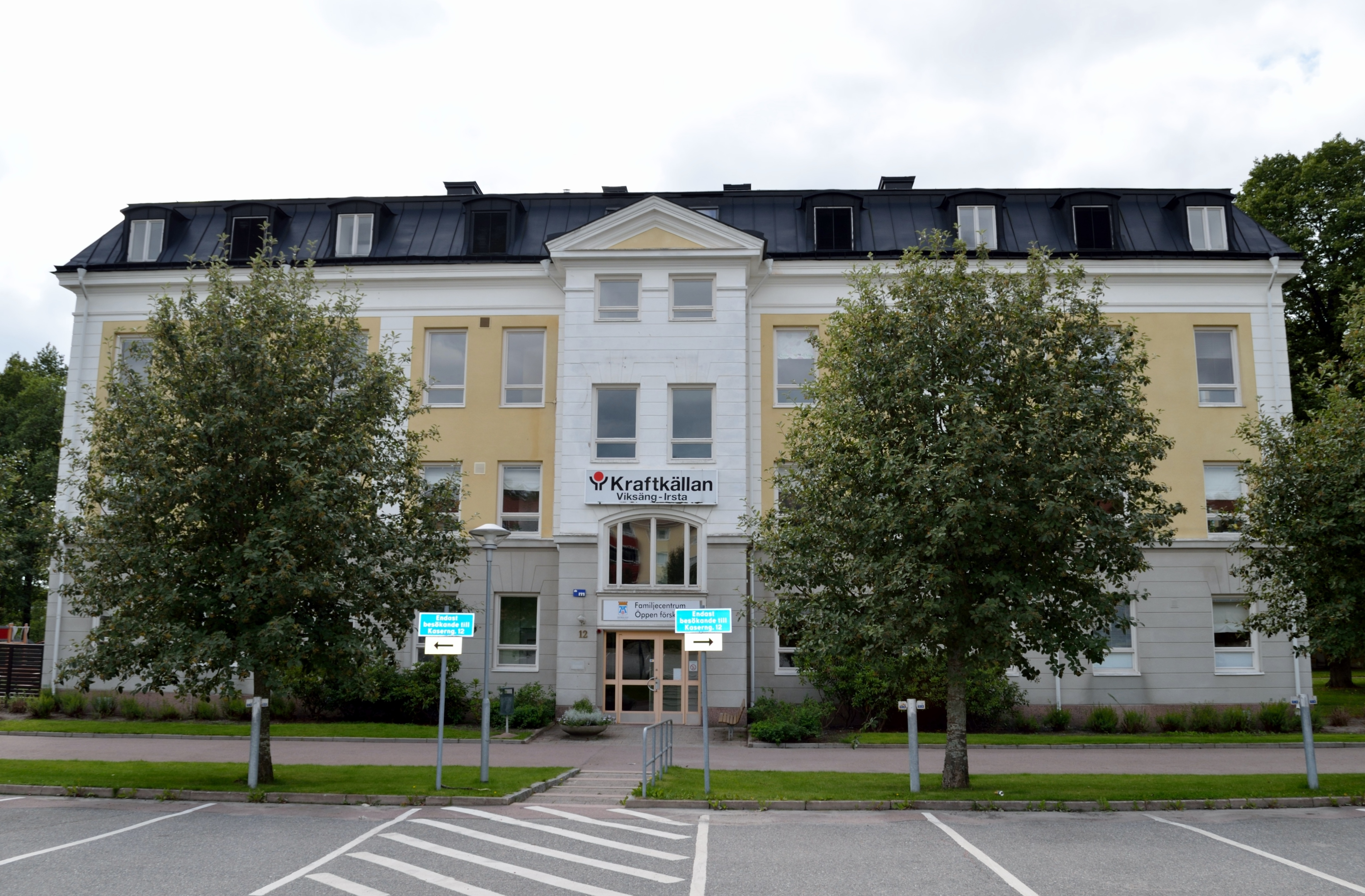
Vy över kanslihuset vid Viksäng.
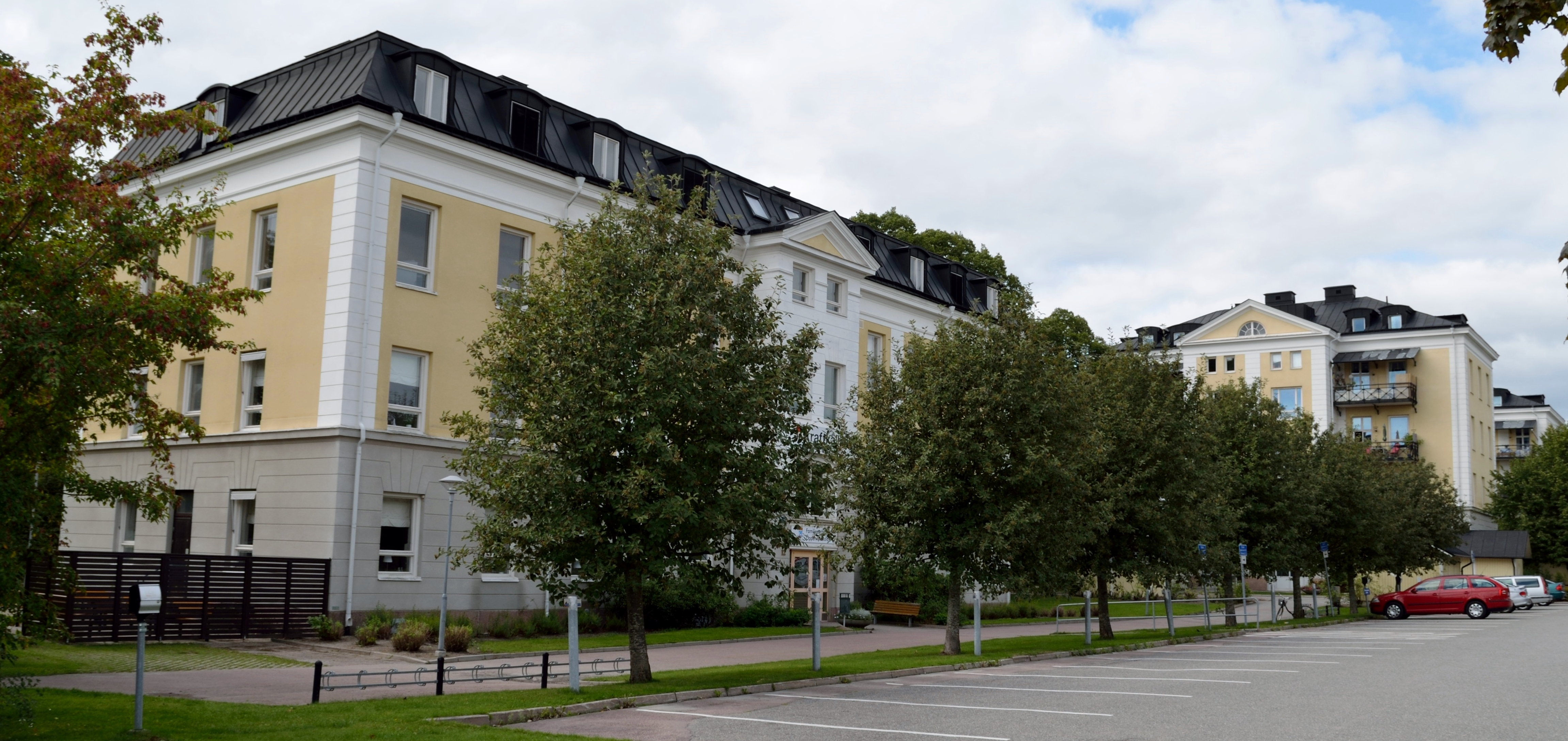
Vy över kanslihuset och en västra kasernen vid Viksäng.
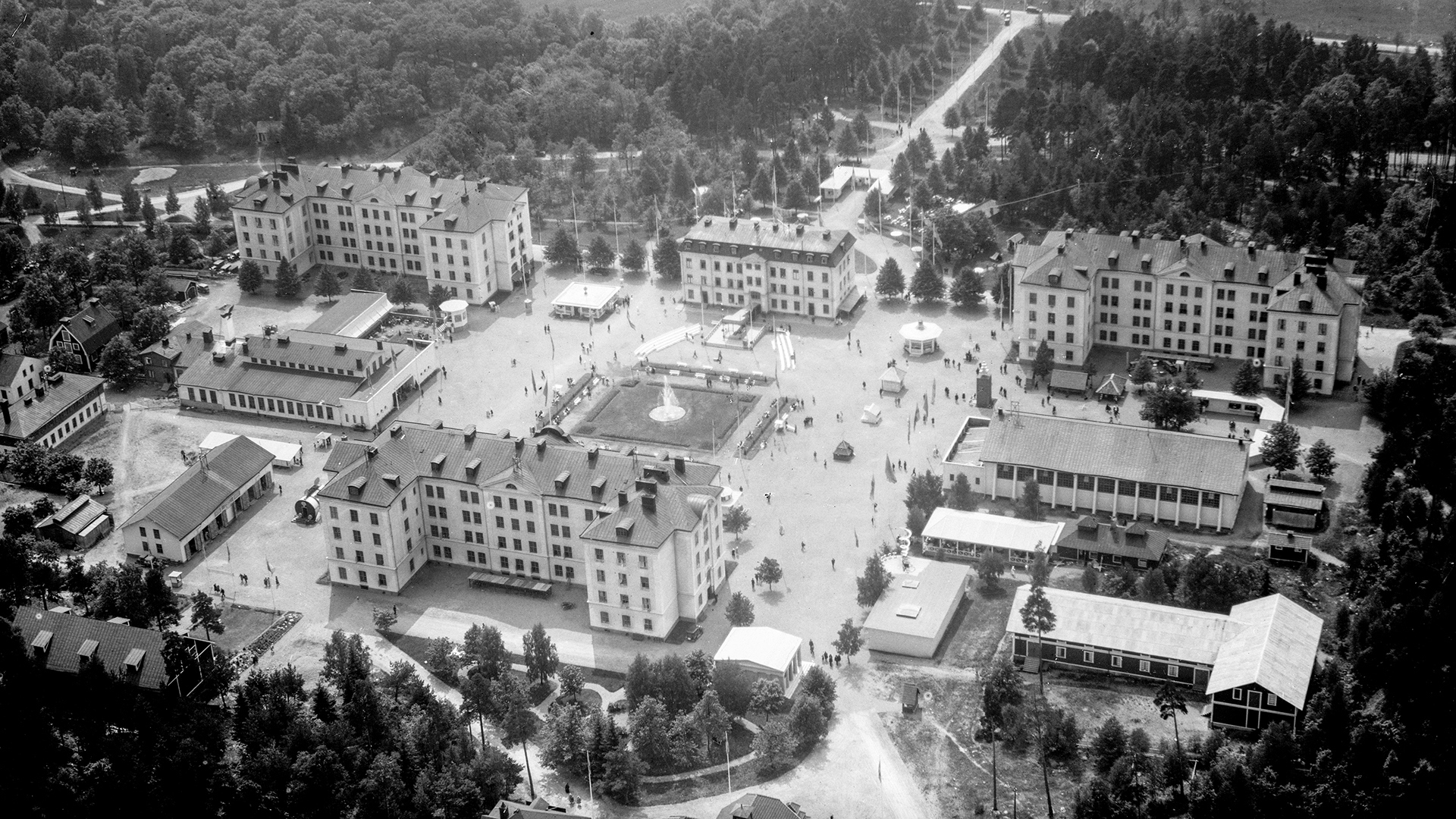
Kasernetablissementet i Västerås, A-kasernen till höger om kanslihuset, B-kasernen till vänster och C-kasernen bakom kanslihuset.